# (95219) Borgman
Borgman (asteroide 95219) es un asteroide de la cinturón principal, a 2,8469923 UA. Posee una excentricidad de 0,0834879 y un período orbital de 1 999,71 días (5,48 años).
Borgman tiene una velocidad orbital media de 16,8992991 km/s y una inclinación de 23,84471º.